# Banguê
Banguê é um romance brasileiro de José Lins do Rego, publicado em 1934.
É o terceiro livro do ciclo da cana de açúcar, que conta a vida de Carlos Melo, personagem de Menino de Engenho e Doidinho.
Carlos Melo, após concluir seus estudos e formar-se advogado, como era o sonho de seu avô, volta a viver no Engenho Santa Rosa, onde encontra seu avô, o Coronel José Paulino muito doente e o engenho indo de mal a pior.